# Marcel Hossa
Marcel Hossa (* 12. Oktober 1981 in Ilava, Tschechoslowakei) ist ein ehemaliger slowakischer Eishockeyspieler, der mit der slowakischen Nationalmannschaft an sechs Weltmeisterschaften und drei Olympischen Winterspielen teilnahm.

## Karriere
Marcel Hossa begann seine Karriere als Eishockeyspieler in der Jugend des HK Dukla Trenčín, für den er bis 1998 aktiv war. Anschließend wechselte er nach Nordamerika zu den Portland Winter Hawks, die ihn beim CHL Import Draft 1998 in der ersten Runde an insgesamt 13. Stelle ausgewählt hatten und für die er in den folgenden drei Jahren in der Western Hockey League spielte. In dieser Zeit wurde er im NHL Entry Draft 2000 in der ersten Runde als insgesamt 16. Spieler von den Montréal Canadiens ausgewählt, für die er in der Saison 2001/02 sein Debüt in der National Hockey League gab. Während seiner Zeit in Montréal spielte Hossa jedoch hauptsächlich für die Farmteams der Canadiens, die Québec Citadelles und Hamilton Bulldogs aus der American Hockey League.
Während des Lockouts in der NHL-Saison 2004/05 unterschrieb Hossa einen Vertrag bei Mora IK aus der schwedischen Elitserien, wo er einen Teil der Spielzeit zusammen mit seinem Bruder Marián auflief. Nach Wiederaufnahme des Spielbetriebs in der NHL erhielt Hossa einen Vertrag bei den New York Rangers, für die er in den folgenden drei Jahren regelmäßig zum Einsatz kam. Die Rangers hatten den Stürmer in einem Transfergeschäft im Austausch für Garth Murray verpflichtet. Kurz vor dem Ende der Trade Deadline in der Saison 2007/08 wurde der Slowake schließlich an die Phoenix Coyotes abgegeben, für die er bis Saisonende 14 Spiele bestritt. Neben Hossa war Al Montoya nach Arizona gewechselt. Im Gegenzug schickten die Coyotes Fredrik Sjöström, David LeNeveu und Josh Gratton an die US-amerikanische Ostküste. Im Sommer 2008 wechselte der Slowake in die Kontinentale Hockey-Liga, wo er einen Vertrag bei Dinamo Riga unterschrieb.
Bei Dinamo wusste er mit 22 Toren beziehungsweise 35 Toren in den nächsten zwei Spieljahren zu überzeugen und wurde in der Saison 2009/10 bester Torjäger der KHL. Daraufhin unterschrieb er im Mai 2010 einen Vertrag über zwei Jahre beim amtierenden Meister der KHL, dem Ak Bars Kasan. Nach einem Jahr in Kasan wurde Hossas Vertrag aufgelöst und er wechselte innerhalb der KHL zum HK Spartak Moskau. Nach einer weiteren Vertragsauflösung im Dezember 2011 durch Spartak Moskau kehrte der Slowake kurz nach Jahresbeginn 2012 zu seinem Ex-Verein Dinamo Riga zurück.
Ab Mai 2012 stand er beim KHL-Neuling HC Lev Prag unter Vertrag, ehe er ein Jahr später erneut zu Dinamo Riga wechselte und dort zunächst zu den stärksten Offensivkräften gehörte. Im Dezember 2014 weigerte er sich, für das Farmteam zu spielen, nachdem er zuvor ungenügende sportliche Leistungen gezeigt hatte (nur 16 Scorerpunkte aus 39 Spielen). Daher wurde zusammen mit drei weiteren Spielern, unter anderem Edgars Masaļskis und Georgijs Pujacs, entlassen. Nach einem kurzzeitigen Engagement bei seinem Heimatklub HC Dukla Trenčín wurde Hossa im Januar 2015 vom schwedischen Erstligisten MODO Hockey verpflichtet.
In der Saison 2015/16 spielte er zunächst für den HC Škoda Plzeň und ab Dezember 2015 für den HC Oceláři Třinec, ehe er im September 2016 zu seinem Heimatverein HK Dukla Trenčín zurückkehrte und für diesen erstmals im Profibereich spielte. Dort beendete er 2018 seine Karriere, in der er dreimal (2009, 2010 und 2014) für das KHL All-Star-Game nominiert wurde.

### International
Für die Slowakei nahm Hossa im Juniorenbereich an der U18-Junioren-Weltmeisterschaft 1999 sowie den U20-Junioren-Weltmeisterschaften 2000 und 2001 teil. Im Seniorenbereich stand er im Aufgebot seines Landes bei den Weltmeisterschaften 2005, 2006, 2008, 2009, 2011 und 2012 sowie bei den Olympischen Winterspielen 2006 in Turin, 2010 in Vancouver und 2014 in Sotschi.

## Erfolge und Auszeichnungen
- 2000 Teilnahme am CHL Top Prospects Game
- 2001 WHL West Second All-Star Team
- 2003 Teilnahme am NHL YoungStars Game
- 2009 Teilnahme am KHL All-Star Game
- 2010 Teilnahme am KHL All-Star Game
- 2010 Bester Torschütze der KHL-Hauptrunde
- 2014 Teilnahme am KHL All-Star Game

### International
- 1999 Bronzemedaille bei der U18-Junioren-Weltmeisterschaft
- 2012 Silbermedaille bei der Weltmeisterschaft

## Statistik
(Stand: Ende der Saison 2014/15)

## Familie
Sein älterer Bruder Marián Hossa ist ebenfalls ein ehemaliger professioneller Eishockeyspieler. Auch ihr Vater František Hossa war ein professioneller Eishockeyspieler und arbeitet seit seinem Karriereende als Eishockeytrainer.